# Henry Sherwood (Politiker, 1813)

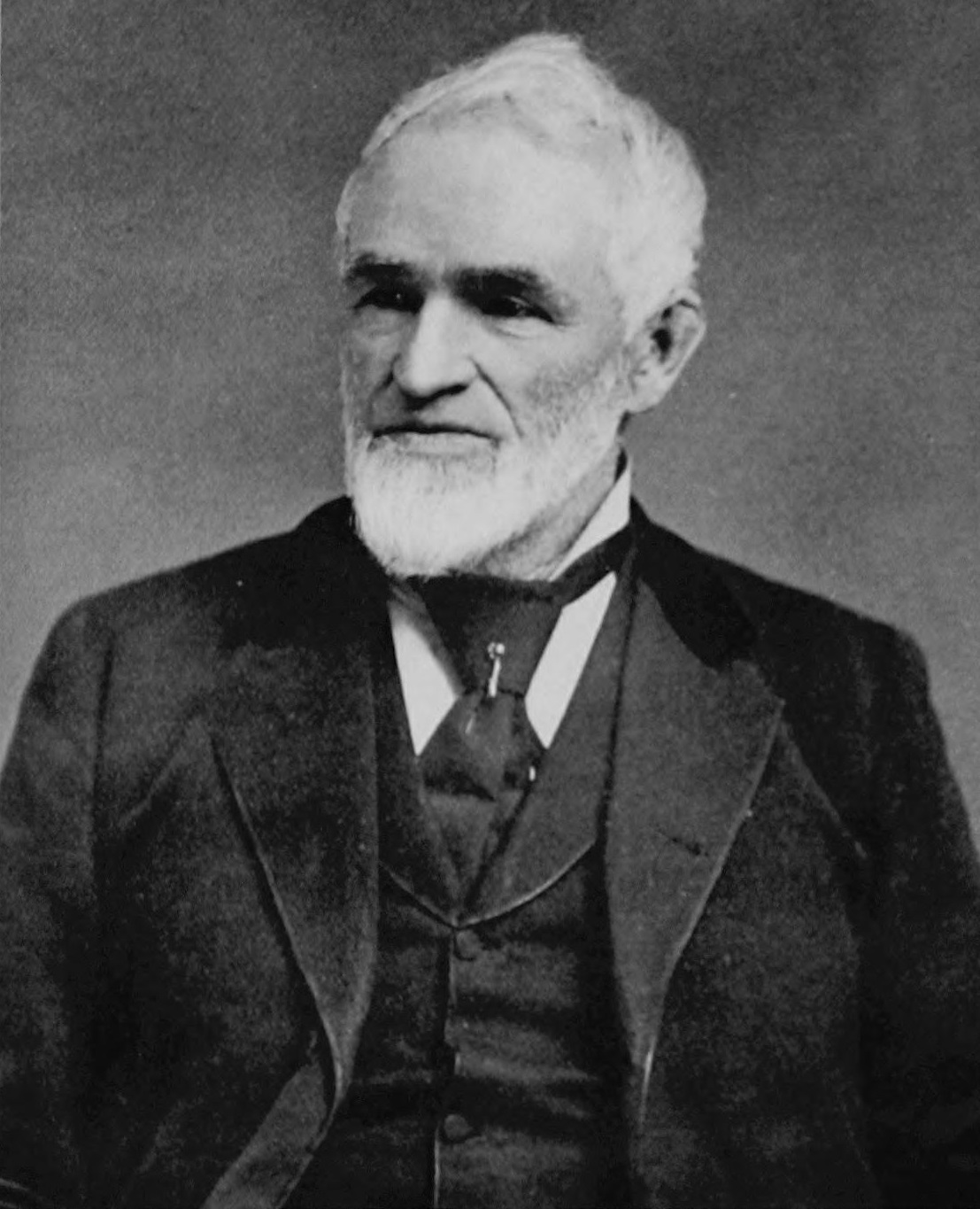
Henry Sherwood, 1897

Henry Sherwood (* 9. Oktober 1813 in Bridgeport, Connecticut; † 10. November 1896 in Wellsboro, Pennsylvania) war ein US-amerikanischer Politiker. Zwischen 1871 und 1873 vertrat er den Bundesstaat Pennsylvania im US-Repräsentantenhaus.

## Werdegang
Im Jahr 1817 zog Henry Sherwood mit seinen Eltern nach Catharine im Staat New York, wo er die öffentlichen Schulen besuchte. Während des texanischen Unabhängigkeitskrieges im Jahr 1836 diente er in der Armee von Texas unter dem Kommando von Sam Houston. 1840 ließ er sich in Wellsboro nieder. Nach einem Jurastudium und seiner 1847 erfolgten Zulassung als Rechtsanwalt begann er dort in seinem neuen Beruf zu arbeiten. In seiner neuen Heimatstadt wurde er auch zum Bürgermeister gewählt. Er schloss sich der Demokratischen Partei an.
Bei den Kongresswahlen des Jahres 1870 wurde Sherwood im 18. Wahlbezirk von Pennsylvania in das US-Repräsentantenhaus in Washington, D.C. gewählt, wo er am 4. März 1871 die Nachfolge des Republikaners William Hepburn Armstrong antrat. Da er im Jahr 1872 nicht bestätigt wurde, konnte er bis zum 3. März 1873 nur eine Legislaturperiode im Kongress absolvieren. Nach seiner Zeit im US-Repräsentantenhaus wurde Sherwood Präsident der Eisenbahngesellschaft Wellsboro & Lawrenceville Railroad und der Pennsylvania Division of the Pine Creek Road. Er starb am 10. November 1896 in Wellsboro, wo er auch beigesetzt wurde.